# Organisation internationale de la vigne et du vin
L'organisation internationale de la vigne et du vin (OIV) est une organisation intergouvernementale créée en 1924. Elle œuvre dans les domaines scientifiques et techniques de l’ensemble de la filière viti-vinicole.

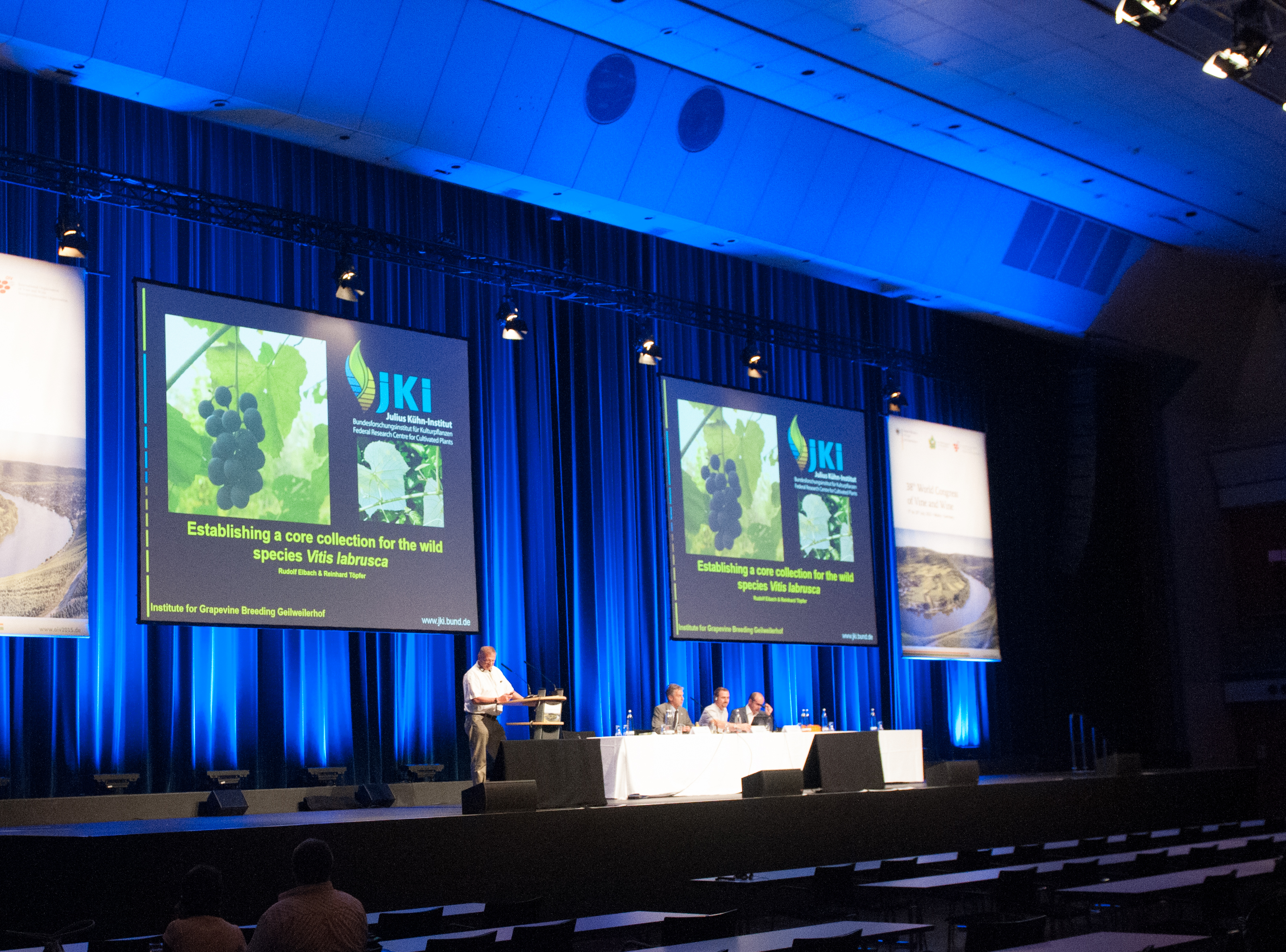
38e congrès mondial de la vigne et du vin, à Mayence, 2015.

L'organisation est composée de 50 États qui représentent 85 % de la production mondiale de vin et près de 80 % de la consommation mondiale. Dix organisations internationales non gouvernementales participent également comme observatrices, ainsi que de l'Union européenne.
C'est une des rares organisations intergouvernementales de type sectoriel, et la seule de type produit.
Elle dispose de six langues officielles de travail : le français, l'anglais, l'allemand, l'espagnol, l'italien et le russe (depuis juillet 2021).

## Historique
À l'origine, l’Office international du vin est créé le 29 novembre 1924. Il est remplacé par l’Office International de la Vigne et du Vin en 1958.
L'Organisation Internationale de la Vigne et du Vin sous sa forme actuelle est créée le 3 avril 2001. En France, en octobre 2003, est présenté un projet de loi visant à valider cette création, qui est adopté le 23 décembre de la même année.
En 2018 l'organisation atteint 47 membres à la suite de l'adhésion de l'Ouzbékistan.
Au 1er janvier 2019, le directeur général Pau Roca-Blasco succède à Jean-Marie Aurand, parvenu au terme de son quinquennat.
Les locaux sont situés au 11 rue Roquépine (jusqu'au 25 décembre 1995), puis au 18 rue d'Aguesseau (jusqu'au 16 septembre 2019), et désormais au 35 rue de Monceau, toujours dans le 8e arrondissement, à Paris. En 2021 a été décidé par les États membres de transférer à la date de septembre 2022 le siège de l'organisme à Dijon.
L'OIV disposait en plein centre de Paris dans l’hôtel particulier du 18 rue d'Aguesseau, du plus petit et du plus illustre vignoble de France, composé de plants de vigne des différents États membres.[réf. nécessaire]
L'OIV a édité une publication entre 1928 et 2014 : le Bulletin de l'OIV, plus de 1000 numéros et 300 000 articles édités. Les archives sont accessibles en ligne sur le site de l'OIV.
Elle publie également deux fois par an, en octobre et avril, qui sont respectivement les mois de fin des vendanges dans les hémisphères nord et sud, les statistiques de production et de consommation du secteur viti-vinicole dans le monde, au travers de conférences de presse et d'une note de conjoncture.

## Structure
L'OIV est un « organisme intergouvernemental à caractère scientifique et technique, de compétence reconnue dans le domaine de la vigne, du vin, des boissons à base de vin, des raisins de table, des raisins secs et des autres produits issus de la vigne », qui prend ses décisions sur la base du consensus.
La structure de l'organisation se repartie entre:
- l'assemblée générale,
- le directeur général,
- le comité exécutif,
- le comité scientifique et technique,
- les commissions, sous-commissions et groupes d'experts,
- le bureau,
- le président,
- les vice-présidents,
- le secrétariat.

### Directeur général
Au 1er janvier 2019, le directeur général Pau Roca-Blasco (Espagne) succède à Jean-Marie Aurand (France), parvenu au terme de son quinquennat, qui remplaçait Federico Castellucci (Italie) qui avait fait deux quinquennats.

### Présidents
L'OIV est présidée depuis juillet 2021 par Luigi Moio.
Liste des présidents:
| Nom                           | Pays           | Entrée en fonction | Sortie de fonction |
| ----------------------------- | -------------- | ------------------ | ------------------ |
| Yvette van der Merwe          | Afrique du Sud | Octobre 2024       | 2027               |
| Luigi Moio                    | Italie         | Juillet 2021       | Octobre 2024       |
| Régina Vanderlinde            | Brésil         | Juillet 2018       | Juillet 2021       |
| Monika Christmann             | Allemagne      | 10 juillet 2015    | Juillet 2018       |
| Claudia Ines Quini            | Argentine      | 23 juin 2012       | 10 juillet 2015    |
| Yves Bénard                   | France         | 3 juillet 2009     | Juillet 2012       |
| Peter Hayes                   | Australie      |                    | 3 juillet 2009     |
| Reiner Wittkowski             | Allemagne      | 18 juin 2003       |                    |
| Pierre Le Roy de Boiseaumarié | France         |                    | 1962               |

### Commissions
Il existe au sein de l'organisation quatre commissions :
- viticulture,
- œnologie,
- économie viticole,
- sécurité et santé.

Il y a également deux sous-commissions :
- raisins de table, raisins secs et produits non fermentés de la vigne,
- méthodes d'analyse et d'appréciation des vins.

## Participants

### États membres

- Afrique du Sud
- Albanie
- Algérie
- Allemagne
- Argentine
- Arménie
- Australie
- Autriche
- Azerbaïdjan
- Belgique
- Bosnie-Herzégovine
- Brésil
- Bulgarie
- Chili
- Chine
- Chypre
- Croatie
- Espagne
- France
- Géorgie
- Grèce
- Hongrie
- Inde
- Israël
- Italie
- Liban
- Luxembourg
- Macédoine du Nord
- Malte
- Maroc
- Mexique
- Moldavie
- Monténégro
- Norvège
- Nouvelle-Zélande
- Ouzbékistan
- Pays-Bas
- Pérou
- Portugal
- République tchèque
- Roumanie
- Royaume-Uni
- Russie
- Serbie
- Slovaquie
- Slovénie
- Suède
- Suisse
- Turquie
- Ukraine
- Uruguay

### Anciens États membres
Finlande, Irlande, États-Unis, Tunisie.

### Observateurs
L'OIV dispose de plusieurs observateurs:
- Union européenne ;
- AIDV - Association Internationale des Juristes du Droit de la vigne et du vin ;
- Académie Internationale Amorim ;
- Assemblée des régions européennes viticoles (AREV) ;
- Association de la sommellerie internationale (ASI) ;
- AUIV - Association Universitaire Internationale du Vin et des Produits de la Vigne ;
- CERVIM - Centre de recherche d'études, et de valorisation de la viticulture de montagne ;
- FIVS - Fédération Internationale des Vins et Spiritueux ;
- OENOPPIA - Oenological Products and Practices International Association ;
- UIOE - Union Internationale des Œnologues ;
- VINOFED - Fédération Mondiale des Grands Concours Internationaux de Vins et Spiritueux ;
- WIM - Wine in Moderation ;
- International Wine Exposition dans le Yantai (Chine) ;
- Région autonome du Níngxià (Chine) ;
- Great Wine Capitals(GWC) - Réseau mondial des capitales du grand vin.
- The Lien de la vigne Association
- Texas Department of Agriculture

### Union Européenne
Jusqu'en 2016, l'Union européenne participe ou assiste occasionnellement à des travaux ou réunions de l'OIV.
Elle acquiert un statut particulier le 25 novembre 2016, proche de celui d'un état membre. Elle peut désormais participer aux travaux des commissions, sous-commissions et groupes d'experts, et participer aux réunions de l'assemblée générale et du comité exécutif. Cela lui permettra également de recevoir les documents d'information comme les états membres pour se positionner, d'être informée du développement des nouvelles résolutions de l'OIV, de pouvoir coordonner sa position par rapport à celles-ci, ainsi qu'assister et intervenir en son nom, sur une base formelle.

## Missions
Les objectifs de l'OIV sont:
- de communiquer à ses membres les mesures prises au sujet des préoccupations des producteurs, des consommateurs et des autres acteurs de la filière viti-vinicole ;
- d'assister les pays et organisations intergouvernementales dans leurs activités normatives ;
- d'harmoniser les pratiques et les normes œnologiques internationalement, et d'en créer de nouvelles, notamment concernant :
  - les conditions de production viticole ;
  - les pratiques œnologiques ;
  - la définition, la description, l'étiquetage et la mise en marché des produits ;
  - les méthodes d'analyse et d'appréciation des produits issus de la vigne.

## Financement
L'OIV est financée principalement par les cotisations annuelles des états membres et des observateurs. Le budget est d'environ 2,5 millions d'euros hors congrès annuel et hors personnels des délégations.

## Congrès
| Année                        | Pays hôte | Thématique |
| ---------------------------- | --------- | --- |
| 2006                         | Espagne   | La vigne et le vin : culture, diversité, innovation et entreprise                                                      |
| 2007                         | Hongrie   | Un monde vitivinicole en cours d’intégration                                                                           |
| 2008                         | Italie    | La vigne et ses produits : la valeur du territoire et l’innovation technologique dans la communication au consommateur |
| 2009                         | Croatie   | Mondialisation en viticulture et en œnologie: tendances et alternatives                                                |
| 2010                         | Georgie   | Vigne et Vin, Patrimoine mondial de l’humanité - Tradition et innovation                                               |
| 2011                         | Portugal  | La Construction du Vin – Une Conspiration de la Connaissance et de l’Art                                               |
| 2012                         | Turquie   | Diversité et durabilité dans la vitiviniculture                                                                        |
| 2013                         | Roumanie  | La vigne et le vin entre tradition et modernité                                                                        |
| 2014                         | Argentine | La Viticulture du Sud, Confluence du Savoir et de la Nature                                                            |
| 2015                         | Allemagne | Progrès et responsabilité                                                                                              |
| 2016                         | Brésil    | Vitiviniculture: du progrès technologiques aux défis du marché                                                         |
| 2017                         | Bulgarie  | Vigne et Vin: Science et Economie,Culture et Education                                                                 |
| 2018                         | Uruguay   | Façonner l´avenir : Défis de la production et du marché                                                                |
| 2019                         | Suisse    | Préserver et innover : attentes environnementales, économiques et sociales                                             |
| 2020 (annulé cause Covid 19) | Chili     | Adaptation aux nouveaux scénarios : les défis de la production, de la société et du marché                             |
| 2022                         | Mexique   | Défis actuels : durabilité, Covid et changement climatique                                                             |
| 2023                         | Espagne   | Viticulture et technologies de l'information                                                                           |
| 2024                         | France    | La vigne et le vin, un patrimoine innovant face aux défis du siècle                                                    |

## Siège
En 2019, l’organisme déménage de la rue d’Aguesseau à la rue de Monceau, dans le 8e arrondissement de Paris. Le siège définitif doit être fixé en juillet 2021. Trois grandes villes de vin, Bordeaux, Dijon et Reims, se portent candidates pour accueillir l’institution.
Les sites retenus par les trois villes candidates sont les suivants :

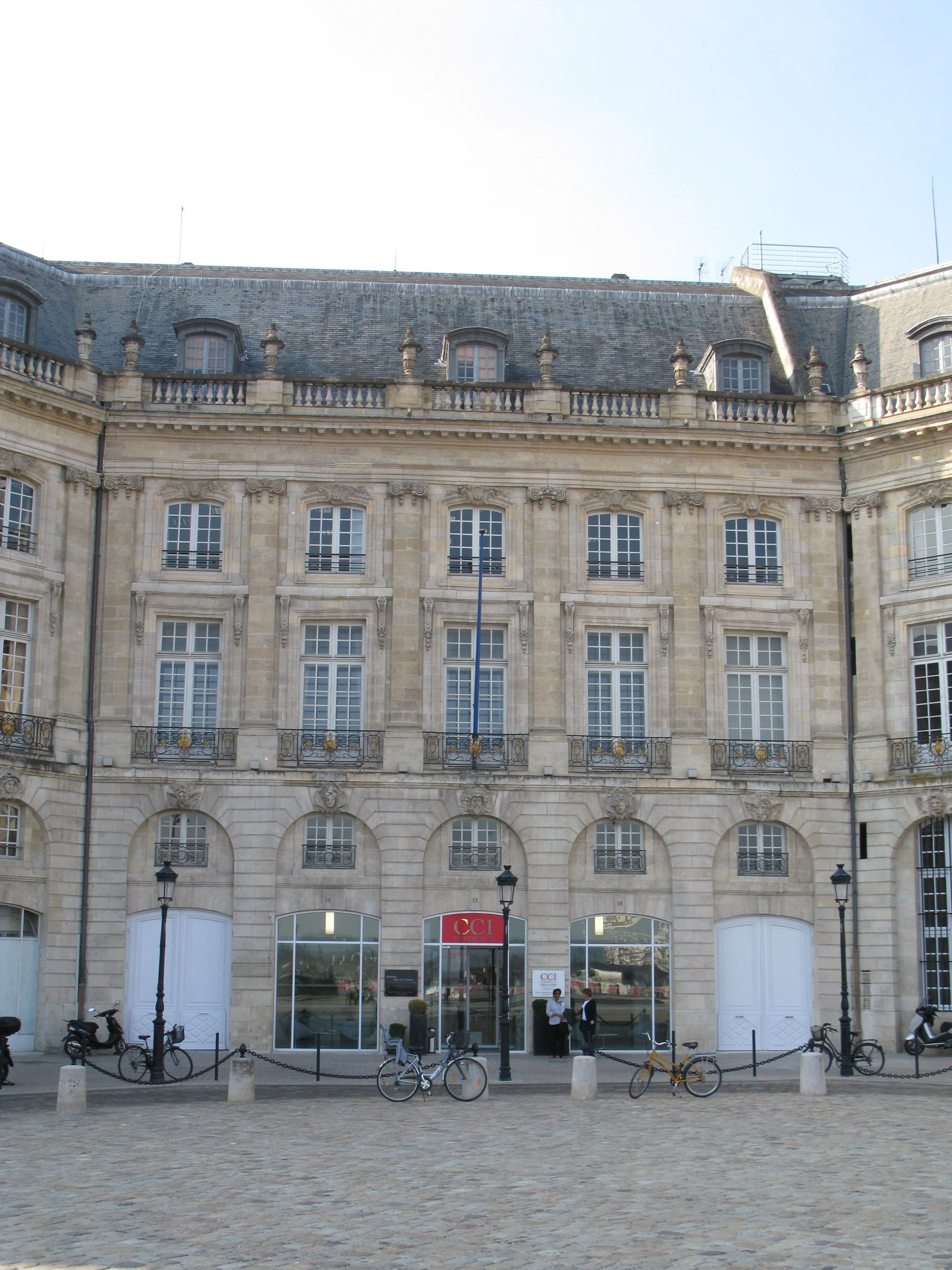
Des locaux de la CCI à Bordeaux.
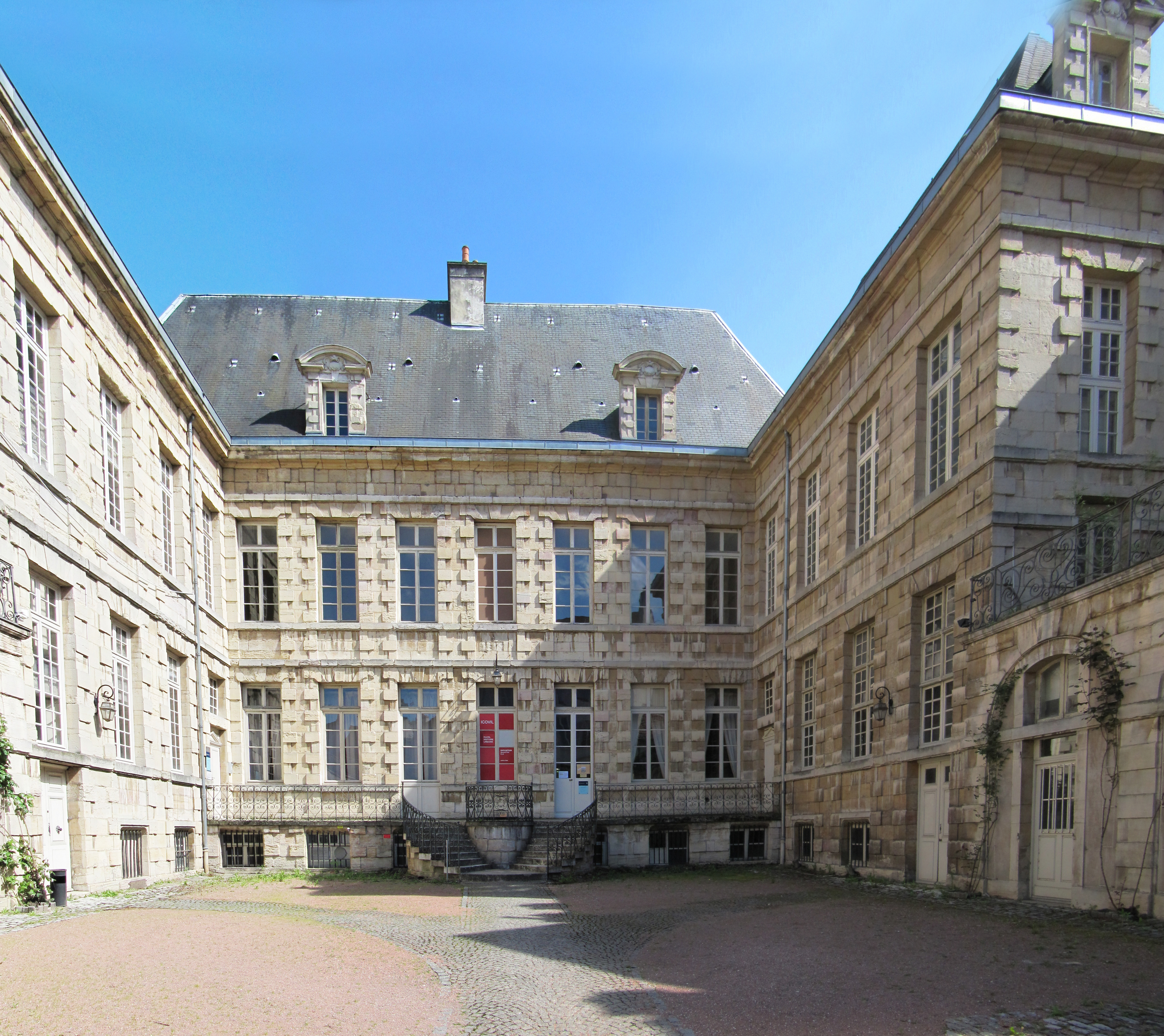
L'hôtel Bouchu d'Esterno à Dijon.
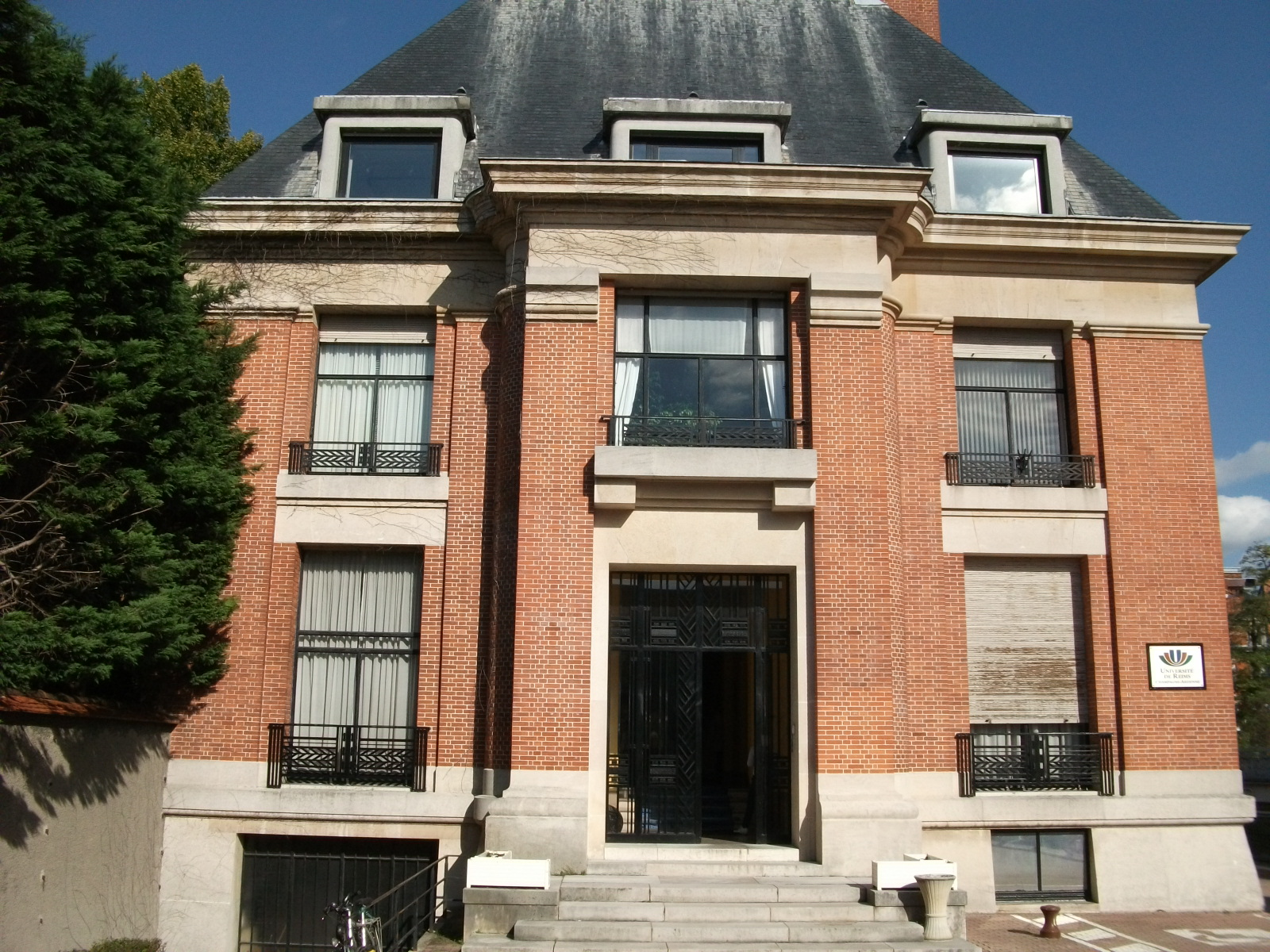
La villa Douce à Reims.

Le 12 juillet 2021, lors de la dix-neuvième assemblée générale de l'OIV, il est annoncé par le secrétaire d'État chargé du Tourisme, Jean-Baptiste Lemoyne, que la ville de Dijon a été proposée par le gouvernement français comme futur siège de l'organisation. Cette proposition devra être votée par les membres lors de la prochaine assemblée générale prévue le 25 octobre à l'hôtel Bouchu d'Esterno.
Le 25 octobre 2021, les représentants des États-membres de l'OIV ont acté le déménagement du siège à l'hôtel Bouchu de Lessart de Dijon pour le printemps 2024.